# Николаевка (Волчанская городская община)
Никола́евка (укр. Миколаївка; до 2016 года — Октя́брьское (Жовтне́вое) Второ́е) — село в Чугуевском районе Харьковской области Украины. До 19 июля 2020 года входило в состав Волчанского района. Население по переписи 2001 года составляло 247 (121/126 м/ж) человек.
Является административным центром Октябрьского Второго (с 2016 — Николаевского) сельского совета, в который, кроме того, входят сёла Варваровка и Хрипуны

## Географическое положение
Село Николаевка находится на правом берегу реки Волчья, на противоположном берегу находится село Варваровка, село пересекает балка Трембачев Яр, по которой течет пересыхающий ручей.

## История
- После 1703 — дата основания села[1].
- При СССР в селе действовали колхозы «Красный хлебороб»..[6] и Тельмана[6].
- 2016 — дата «декоммунизации» названия села.

## Название
В Волчанском районе и области в 1920-е — начале 1930-х годов прошла «волна» переименований значительной части населённых пунктов, в основном на левом (восточном) берегу Донца, в революционные названия — в честь Октябрьской революции, пролетариата, советской власти, Красной Армии, социализма, Советской Украины, деятелей демократического и революционного движения (Т. Шевченко, Г. Петровского) и новых праздников (1 мая и др.) Это приводило к путанице, так как рядом могли оказаться сёла с одинаковыми новыми названиями, которым зачастую давали названия «1-е» и «2-е» — например, Первое, Второе, просто Октябрьское и оно же Жовтневое.

## Экономика
- «Нива», сельскохозяйственное ЧП.
- Фермерское хозяйство Гончарова Владимира Ивановича.
- Волчанский хлебокомбинат № 2.

## Объекты социальной сферы
- Школа.
- Октябрьская амбулатория семейной медицины.